# Giovanni Antonio Galli
Giovanni Antonio Galli, también llamado lo Spadarino (bautizado el 16 de enero de 1585-junio de 1651) fue un artista barroco italiano que fue miembro de los Caravaggisti (seguidores de Michelangelo Merisi da Caravaggio ). 
Nació en Roma de una familia originaria de Florencia. Sus actividades están mal documentadas, pero se sabe que estuvo trabajando en Roma en 1597. En 1616 trabajó en la decoración de la Sala Regia en el Palazzo del Quirinale con Carlo Saraceni. 

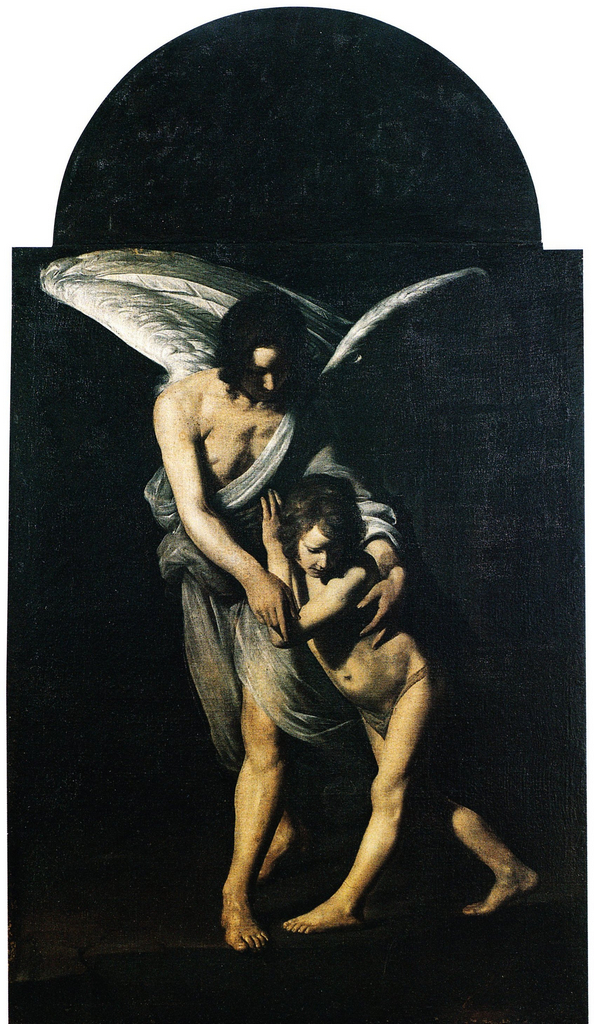
El ángel de la guarda (Rieti, Iglesia de San Rufo)

Durante mucho tiempo se le confundió con su hermano menos conocido, Giacomo Galli, un dorador, autor de cuadros y artista.  En 1943, el historiador del arte Roberto Longhi identificó a Giovanni Antonio Galli como el pintor de varias obras, basándose en la comparación estilística con El milagro de Santa Valerie y San Martial, la única obra documentada que sobrevivió antes del descubrimiento de sus frescos en el Palazzo Madama.
Gianni Papi dice que "el rasgo más típico y sorprendentemente moderno de Galli es el de la fragilidad y vulnerabilidad humanas", y que esto distingue su trabajo del de otros caravaggistas.  Del Narciso (Roma, Palazzo Barberini ), que ha sido atribuido a Caravaggio, Orazio Gentileschi, Bartolomeo Manfredi y Galli, Elisabetta Giffi Ponzi dice "la calidad de la iluminación, el efecto sedoso de las mangas y el tono elegíaco del trabajo es típico del estilo de Spadarino ". Ponzi dice que las obras posteriores de Galli, como los frescos del Palazzo Madama, muestran un declive estilístico resultante de su ambivalencia hacia las nuevas tendencias en el arte romano.

## Trabajos
- Frescos en el Palazzo Madama, Roma (1638)
- El milagro de Saint Valerie y Saint Martial (1626-1632; Roma, basílica de San Pedro )

Después de 1943, Roberto Longhi le atribuyó seis obras adicionales: 
- El ángel de la guarda ( Rieti, Iglesia de San Rufo)
- Santa Francesca Romana con un ángel, (Génova, Palazzo Rosso )
- Cristo entre los médicos (Nápoles, Museo di Capodimonte ).
- San Antonio y el niño Jesús (Roma, Santi Cosma y Damiano )
- Santo Tomás de Villanova dando limosnas ( Ancona, Pinacoteca Cívica)
- San Homobono y el Mendigo (Roma, Vicariato)